# Bijvoeglijke bepaling
Een bijvoeglijke bepaling of attribuut is in de taalkunde een woordgroep die iets zegt over een direct volgend of voorafgaand element, meestal een zelfstandig naamwoord. Bijvoeglijke bepalingen zijn een "zinsdeel binnen een zinsdeel"; samen met het woord dat ze omschrijven – het antecedent – vormen ze een zinsdeel binnen de hoofdzin.

## Samenstelling
Bijvoeglijke bepalingen bestaan in de meeste gevallen uit één of meerdere bijvoeglijke naamwoorden, die op hun beurt weer door bijwoorden bepaald kunnen zijn.

## Voorbeelden
- De nieuwe klasgenoot | is (pv) | in onze straat | komen wonen.
  - nieuwe = bijvoeglijke bepaling bij klasgenoot (welke/wat voor klasgenoot?)
  - onze = bijvoeglijke bepaling bij straat (welke/wat voor straat?)

- De lange, mooie jongen | kwam | niet.
  - lange = bijvoeglijke bepaling bij jongen
  - mooie = bijvoeglijke bepaling bij jongen

Bij een enkel zelfstandig naamwoord kunnen dus ook meerdere bijvoeglijke bepalingen horen:
- Hij | gaf | een korte en duidelijke uitleg.
  - korte en duidelijke = bijvoeglijke bepaling bij uitleg

Een bijvoeglijke bepaling kan ook uit meer dan één woord bestaan. Indien er tevens sprake is van een werkwoordelijk gezegde wordt de bepaling een betrekkelijke of bijvoeglijke bijzin genoemd, in andere gevallen een bijstelling:
- De jongen die daar loopt is ziek (bijvoeglijke bijzin).
- De officier, een mannetjesputter, brulde tegen de barones dat zij onmiddellijk de deur moest openen (bijstelling).

## Verwante begrippen
Zinsdelen die werkwoorden beschrijven zijn bijwoordelijke bepalingen. In tegenstelling tot bijvoeglijke bepalingen vormen bijwoordelijke bepalingen geen zinsdeel samen met het antecedent.
In de hedendaagse taalkunde wordt er een onderscheid gemaakt tussen een attribuut en een predicatieve bepaling. Deze laatste bepaling wordt beschouwd als een soort combinatie van een bijwoordelijke en een bijvoeglijke bepaling.